# Квантовые деньги

Эскиз квантовой банкноты Стивена Визнера

Ква́нтовые де́ньги — разрабатываемые банкноты нового поколения, у которых в качестве основной системы защиты от подделки применяется квантовая криптография.
Идея квантовых денег принадлежит аспиранту Колумбийского университета Стивену Визнеру, выдвинута им в конце 1960-х годов. Стивен Визнер в 1970 году подал статью по теории кодирования в журнал IEEE Information Theory, но она не была опубликована, так как изложенные в ней предположения редакция посчитала антинаучными. Уровень технологий тех лет не позволял рассуждать о таком принципе криптографии. Только в 1983 году работа Визнера «Сопряжённое кодирование» была опубликована в SIGACT News и получила высокую оценку в научных кругах.
Квантовые деньги смоделированы только в лабораторных условиях. Их изготовление не осуществляется.

## Идея Визнера
Визнер предлагал вмонтировать в каждую банкноту 20 «световых ловушек» и поместить в каждую из них по одному фотону, поляризованному в строго определённом состоянии. Каждая банкнота маркировалась бы специальным серийным номером, который заключал информацию о положении поляризационного фотонного фильтра. При использовании некорректного фильтра комбинация поляризованных фотонов стиралась. Последовательность поляризационных фильтров хранится в банке, что позволяет обеспечить максимальную защиту банкнот от подделки. Концепция Визнера длительное время оставалась не востребована, так как не были созданы надёжные ловушки фотонов.

## От теории к практике
Теорема о запрете клонирования делает невозможным создание идеальной копии произвольного неизвестного квантового состояния, что не позволяет производить незаконное тиражирование банкнот. Вероятность удачного копирования не превышает {\displaystyle (5/6)^{N}}, (где {\displaystyle N} — число фотонов на банкноте).
Но так как подлинность банкноты может установить только банк-эмитент, который обладает информацией о поляризации фотонов, то использование этой технологии на практике являлось невозможным.
В 2009 году сотрудники Массачусетского технологического института опубликовали доклад, в котором отразили вариант решения этой проблемы. Авторы статьи предложили использовать «квантовые деньги с открытым ключом». Идея заключается в том, что банк составляет секретное описание квантового состояния для конкретной банкноты и алгоритм установления подлинности этого состояния. Владение информацией о копии состояния и алгоритме проверки позволяет установить подлинность банкноты, но не позволяет раскрыть секрет кодирования, что и обеспечивает безопасность.
В этой схеме, однако, банк сохраняет возможность бесконтрольно «печатать» копии банкнот.
Авторы работы нашли способ ограничить банкам эту возможность. В предложенной ими схеме для создания денег используется квантовое состояние, которое банк не сможет (за разумное время) воспроизвести заново. Устанавливать подлинность таких денег можно, по мнению учёных, с помощью алгоритма, основанного на модели Маркова.

## Недостатки
Носители квантовой информации, в частности отдельные квантовые ядра, отличаются особой чувствительностью. Под воздействием помех и неверного обращения код может со временем незначительно меняться.
Осенью 2012 года учёные из Института Макса Планка по квантовой оптике в Гархинге (Германия), Гарвардского университета в Кембридже (штат Массачусетс) и Калифорнийского технологического института в Пасадине опубликовали свои исследования в журнале PNAS. Учёные считают необходимым снизить требования к подтверждению подлинности денег и принимать банкноты, знаки которых соответствуют оригинальному коду не менее чем на 90 %. Для устранения этой погрешности физики в данном исследовании предлагают использовать новый класс проверки протоколов, который терпим к ошибкам, связанным с кодировкой, хранением и декодированием квантовых битов.
В первом варианте протокола квантовая информация должна передаваться для подтверждения заверяющей инстанции лично владельцем денег. Во втором проверяющая инстанция отправляет запрос держателю средств, самостоятельно замеряющему информацию, сохранённую в кубитах. В обоих случаях банк выдаёт «квантовое свидетельство» и пересылает его владельцу.